# Sejm zwyczajny 1582
Sejm 1582 – sejm zwyczajny I Rzeczypospolitej został zwołany 16 lipca do Warszawy.
Sejmiki przedsejmowe w województwach odbyły się od 29 sierpnia do 13 września 1582 roku, a sejmiki generalne 18 września. 
Marszałkiem sejmu obrano Lwa Sapiehę, pisarza wielkiego litewskiego. Obrady sejmu trwały od 4 października do 25 listopada 1582 roku.